# Igrejas Evangélicas Reformadas no Brasil
As Igrejas Evangélicas Reformadas no Brasil são um conjunto de igrejas que formam uma federação criada no Brasil por imigrantes holandeses. Hoje a federação faz parte da Comunhão Mundial das Igrejas Reformadas, tem relações ecumênicas com igrejas brasileiras e reformadas em todo o mundo.
A denominação era formada, em 2021, por 13 igrejas. Em 2015, tinha 2.937 membros.

## História
A partir de 1911 um grupo de holandeses imigraram para o Brasil. Sob a liderança de Leendert Verschoor e Jacob C Voorsluys foram fundadas igrejas em Carambeí no Paraná. Posteriormente foi estabelecida uma igreja na colônia Castrolanda, inaugurada em 5 de julho de 1953. No final da década de 1940 foi fundada também uma igreja na Colônia de Holandeses de Monte Alegre, no município de Telêmaco Borba.
Com o tempo, a igreja de Monte Alegre passou a denominar-se Igreja Reformada Libertada de Monte Alegre e tudo indica que a comunidade começou a manter contato com os demais grupos holandeses na região, iniciando os primeiros laços com a comunidade de Carambeí. Sendo assim, começaram então a receber os cuidados espirituais do Reverendo W. V. Muller que atuava nesta cidade. Até que em setembro de 1956 a colônia de Monte Alegre recebeu o reverendo Los.
O Rev. W. V. Muller chegou a receber na visita, no dia 22 de outubro de 1959, em sua residência, na colônia, a visita do príncipe consorte dos Países Baixos, Bernardo de Lippe-Biesterfeld, quando este passou pela região. O pastor atendeu a comunidade até outubro de 1965.
Em 17 de agosto de 1966 foi estabelecida também uma igreja na colônia de Arapoti.
Anos mais tarde as igrejas se organizaram e entraram e contato com as Igrejas Reformadas na Holanda, Igrejas Reformadas Libertadas, Igreja Presbiteriana do Brasil, Igreja Cristã Reformada da América do Norte e as Igrejas Reformadas na Argentina (IRA), com quem teve união até 1962. Todavia, devido as diferenças entre estas denominações e o desenvolvimento de uma cultura própria dos membros da igreja, decidiram formar uma denominação separada em 1933, as Igrejas Reformadas no Brasil.
Na Reunião Nacional, em 1958, as Igrejas Reformadas no Brasil já haviam decidido caminhar rumo à independência.  Assim, no dia 18 de junho de 1962, foi realizada a ‘Reunião Nacional’ das Igrejas Reformadas que tinha como tema: ‘A formação de uma só denominação’. Para tal também convidaram a Igreja Protestante Holandesa de São Paulo e a Igreja Reformada Libertada de Monte Alegre. Nesta reunião decidiu-se pela independência e desvinculação da IRA.
Em 1962 as igrejas se separaram do Presbitério das Igrejas Reformadas na Argentina, seguindo totalmente independente desde então. Com o passar dos anos, ampliou sua atuação territorial no Paraná, atendendo comunidades em Tibagi, Ponta Grossa e Curitiba.

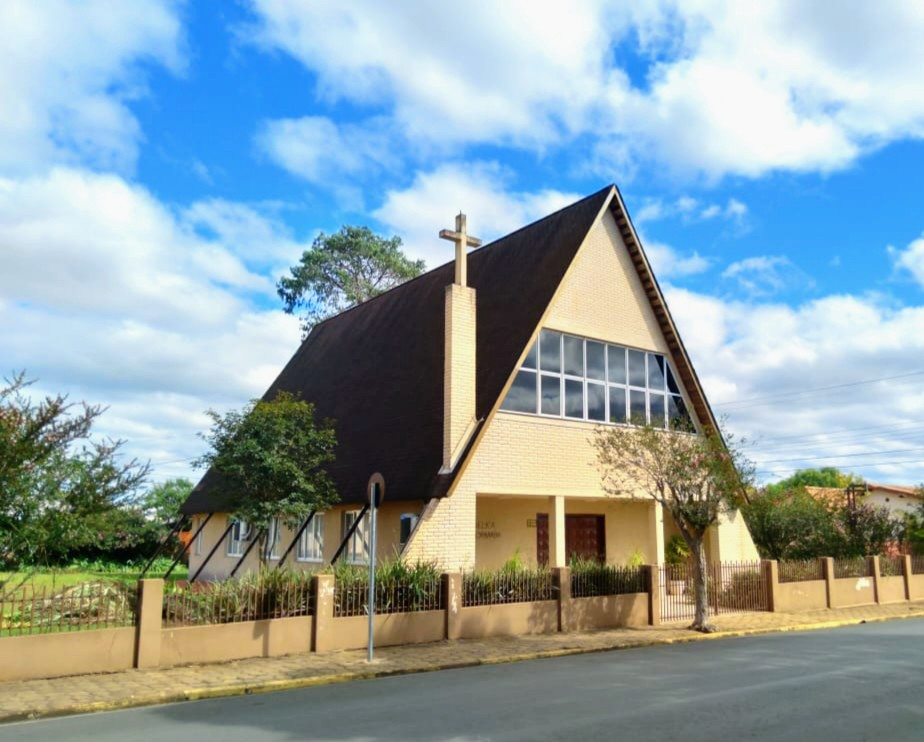
Igreja Evangélica Reformada de Tibagi, no Paraná.

No ano de 1975 foi apresentada a possibilidade de iniciar os atendimentos pastorais em Tibagi. Alguns casais haviam se mudado para Tibagi e nessa cidade não havia ainda uma igreja que eles pudessem frequentar. No início, os trabalhos e atos pastorais foram realizados por pastores das IERs e a responsabilidade dos cultos coube a dois membros da Congregação: Cornélio de Geus e Nicolaas BIERsteker. O templo foi inaugurado somente no dia 4 de março de 1979.
A comunidade também se expandiu para o interior do estado de São Paulo, efetivando presença, por exemplo, na cidade de Itararé. Em 10 de dezembro de 2017 a IER iniciou seus trabalhos na cidade de Arapongas (Norte do Paraná), tendo como Igreja-Mãe a IER de Tibagi e também o apoio do Departamento de Missão da denominação. O grupo continua expandindo sua atuação para outras localidades, ainda que discretamente.

## Estatísticas
| Ano  | Membros |
| ---- | ------- |
| 1996 | 2.445   |
| 1999 | 2.700   |
| 2015 | 2.937   |

A denominação tinha 2.445 membro em 1996. Em 2015, sua estatística mais recente informou que era formada por 2.937 membros.. Sendo assim, em cerca de 19 anos, a denominação cresceu 20,12% em 19 anos, com uma média de 1,06% ano ano.

## Doutrina
A igreja pratica a ordenação de mulheres e subscreve o Credo dos Apóstolos, Credo de Niceia, Credo de Atanásio, Catecismo de Heidelberg e a Confissão Belga.

## Relações inter-eclesiásticas
As igrejas são membro da Comunhão Mundial das Igrejas Reformadas e tem acordo de cessão bilateral de ministros com a Igreja Evangélica Luterana do Brasil bem como a Igreja Presbiteriana do Brasil.